# 東大和町 (下関市)

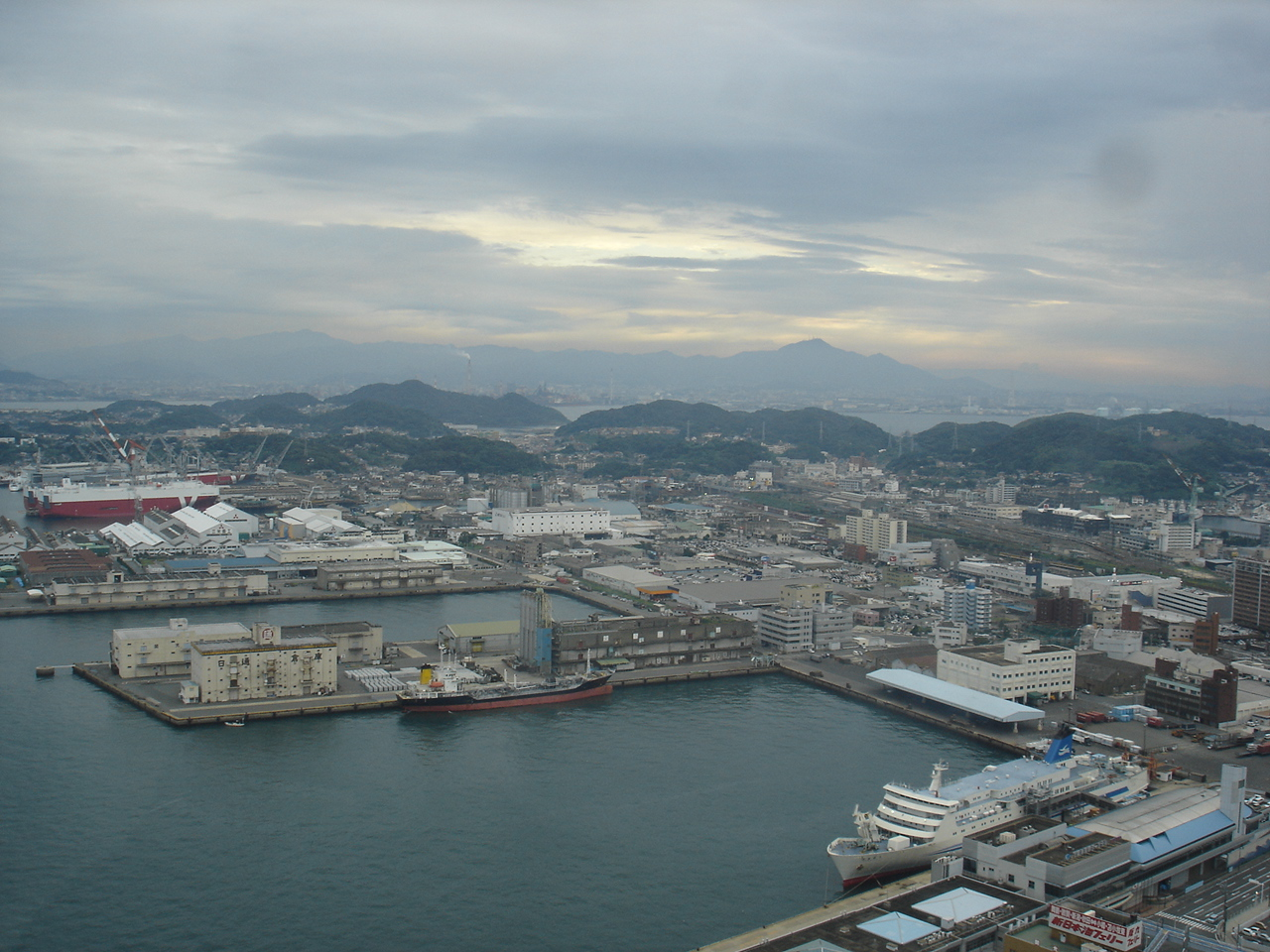
大和町・東大和町

東大和町（ひがしやまとまち、Higashiyamato-machi）とは、山口県下関市にある地名である。
便宜上、西隣の大和町（やまとまち）についても一部触れる。

## 概要
西側の大和町共々、下関本土と彦島を隔てる小門海峡の北岸に、彦島に向かって造成された埋立地であり、下関港（下関商港、下関漁港）の一角を成す。主に港湾関係の倉庫やオフィス、水産物の加工工場などが立ち並ぶ。彦島と大和町との間は関彦橋（かんげんきょう、全長234m）により結ばれている。
下関駅は関門連絡船との接続の関係上、元々は細江町にあったが、1942年の関門鉄道トンネル開通時にトンネル本州側の区間が大和町・東大和町を縦断するルートで設けられ、東大和町の北側（竹崎町）に駅が移転している。なお、東大和町一帯には下関駅移転前の1934年には貨物ヤードが設けられており、さらにそこから下関漁港付近に貨物線が延びている。下関駅移転前には「下関港駅」と称していた独立した駅であった。現在も、コンテナ貨物を扱う下関貨物駅のセクションは東大和町に置かれている。
かつては下関駅前と彦島口（大和町）の間を山陽電気軌道による路面電車が運行されていたが、1969年に廃止となっている。

## 主要施設
公共施設・官公庁
- 下関港国際ターミナル
  - 大韓民国・釜山行 （関釜フェリー）
  - 中華人民共和国・青島行 （オリエントフェリー）
  - 中華人民共和国・蘇州太倉行 （蘇州下関フェリー）
  - 大韓民国・光陽市行 （光陽フェリー）
- 下関港湾合同庁舎 - 国土交通省九州地方整備局下関港湾事務所
- 国土交通省九州地方整備局下関港湾空港技術調査事務所
  - かつての運輸省第四港湾建設局も下関にあったが、これは東大和町ではなく、北隣の竹崎町（下関地方合同庁舎内）にあった。
- 下関労働基準監督署
- 下関市港湾局港湾事務所
- 門司税関下関税関支署
- 下関海員会館
- 関門海技協会
- 山口県韓国総合会館 など

商業施設
- シーモール下関別館（駐車場棟） - かつてはベスト電器シーモール下関店があったが、閉店している。
- DCM下関店
- マックスバリュ（フジが運営）
- 業務スーパー東大和店
- A-プライス下関店 など

娯楽施設
- ラウンドワン下関店
- 下関ロイヤルボウル など

企業（本社・支社を置く主な企業）
- みなと山口合同新聞社本社
  - みなと新聞
  - 山口新聞
  - みなと山口合同新聞社下関印刷センター
- 松岡本社
- 下関海陸運送本社
- 山口ダイハツ販売本社 - かつては車体組み立て工場があり、ダイハツ工場前バス停がある
- JRCS　株式会社日本無線電機サービス社本社
- 時事通信社下関支局（山口新聞会館内） など

工場
- マルハニチロ食品下関工場
- 林兼産業下関飼料工場
- 三菱重工業下関造船所大和町工場 など

その他
- 下関市シルバー人材センター
- JR貨物下関駅（下関営業所）
  - 山陽本線を挟んで反対側（大和町2丁目）にはJR西日本下関総合車両所運用検修センター（旧下関運転所）がある。

## 交通
電車
JR下関駅下車
路線バス
サンデン交通海士郷線に乗車（東大和町一帯を経由する）、またはその他彦島方面行きで「大和町二丁目」下車
国際航路
下関港国際ターミナル